# Eusébio Oscar Scheid
Eusébio Oscar Scheid, S.C.I. (1932-2021) là một Hồng y người Brazil của Giáo hội Công giáo Rôma. Ông hiện đảm nhận vai trò Hồng y Đẳng Linh mục Nhà thờ Ss. Bonifacio ed Alessio. Ông từng đảm nhận vai trò Tổng giám mục đô thành Tổng giáo phận São Sebastião do Rio de Janeiro từ năm 2001 đến năm 2009 và Thường vụ Đại diện các Giáo hội Công giáo Phương Đông tại Brazil từ năm 2001 đến năm 2009.
Vốn là một giáo sĩ trong vai trò lãnh đạo giáo hội địa phương, ông từng đảm trách nhiều vai trò tại Brazil trước khi tiến đến trở thành Tổng giám mục São Sebastião do Rio de Janeiro như: Giám mục chính tòa Giáo phận São José dos Campos (1981–1991), Tổng giám mục đô thành Tổng giáo phận Florianópolis (1991–2001). Ông được vinh thăng Hồng y ngày 21 thăng 10 năm 2003, bởi Giáo hoàng Gioan Phaolô II.

## Tiểu sử
Hồng y Eusébio Oscar Scheid sinh ngày 8 tháng 12 năm 1932 tại Luzerna, Brazil. Sau quá trình tu học dài hạn tại các cơ sở chủng viện theo quy định của Giáo luật, ngày 3 tháng 7 năm 1960, Phó tế Scheid, 28 tuổi, tiến đến việc được truyền chức linh mục. Cử hành nghi thức truyền chức cho tân linh mục là giám mục Inácio João Dal Monte, O.F.M. Cap., Giám mục chính tòa Giáo phận Guaxupé, Minas Gerais. Tân linh mục là thành viên linh mục đoàn Dòng Linh mục Thánh Tâm Chúa Giêsu (Congregation of the Priests of the Sacred Heart, viết tắt là S.C.I).
Sau hơn 20 năm thi hành các công việc mục vụ với thẩm quyền và cương vị của một linh mục, ngày 11 tháng 2 năm 1981, Tòa Thánh loan tin Giáo hoàng đã quyết định tuyển chọn linh mục Eusébio Oscar Scheid, 49 tuổi, gia nhập Giám mục đoàn Công giáo Hoàn vũ, với vị trí được bổ nhiệm là Giám mục chính tòa Giáo phận São José dos Campos, Sao Paulo. Lễ tấn phong cho vị giám mục tân cử nhanh chóng được tổ chức sau đó vào ngày 1 tháng 5 cùng năm, với phần nghi thức chính yếu được cử hành cách trọng thể bởi 3 giáo sĩ cấp cao, gồm chủ phong là Tổng giám mục Carmine Rocco, Sứ thần Tòa Thánh tại Brazil; hai vị giáo sĩ còn lại, với vai trò phụ phong, gồm có Tổng giám mục Geraldo María de Morais Penido, Tổng giám mục phó Tổng giáo phận Aparecida, Sao Paulo và giám mục Honorato Piazera, S.C.I, giám mục chính tòa Giáo phận Lages, Santa Catarina. Tân giám mục chọn cho mình khẩu hiệu: DEUS É BOM.
Sau khoảng thời gian 10 năm sau khi được tấn phong và cai quản São José dos Campos, Giám mục Eusébio Oscar Scheid được Tòa Thánh thăng Tổng giám mục, qua việc bổ nhiệm giám mục này làm Tổng giám mục đô thành Tổng giáo phận Florianópolis, Santa Catarina. Thông báo về việc bổ nhiệm này được công bố cách rộng rãi vào ngày 23 tháng 1 năm 1991.
Lại sau khoảng thời gian 10 năm đảm nhiệm vai trò mới tại Florianópolis, Tòa Thánh quyết định thuyên chuyển Tổng giám mục Scheid qua việc bổ nhiệm giám mục này làm Tổng giám mục đô thành Tổng giáo phận São Sebastião do Rio de Janeiro. Thông báo về việc bổ nhiệm này được công bố cách rộng rãi vào ngày 25 tháng 7 năm 2001. Từ ngày 3 tháng 10 năm 2001, ông kiêm nhiệm thêm vai trò Thường vụ các Giáo hội Công giáo Đông phương tại Brazil.
Bằng việc tổ chức công nghị Hồng y năm 2003 được cử hành chính thức vào ngày 21 tháng 10, Giáo hoàng Gioan Phaolô IIđưa ra quyết định vinh thăng Tổng giám mục Eusébio Oscar Scheid tước vị danh dự, Hồng y. Tân Hồng y thuộc Đẳng Hồng y Linh mục và Nhà thờ Hiệu tòa được chỉ định là Nhà thờ Ss. Bonifacio ed Alessio. Ông đã đến cử hành các nghi thức nhận nhà thờ hiệu tòa của mình vào ngày 14 tháng 6 năm 2004.
Ngày 27 tháng 2 năm 2009, Tòa Thánh chấp thuận đơn xin hồi hưu của ông, vì lý do tuổi tác, theo Giáo luật. Riêng chức danh Thường vụ các Giáo hội Công giáo Đông phương tại Brazil, ông đảm nhận đến ngày 28 tháng 7 năm 2010. Ông qua đời do nhiễm Covid-19 vào ngày 13 tháng 1 năm 2021.